# Magyarországi Jehova Tanúi Egyház

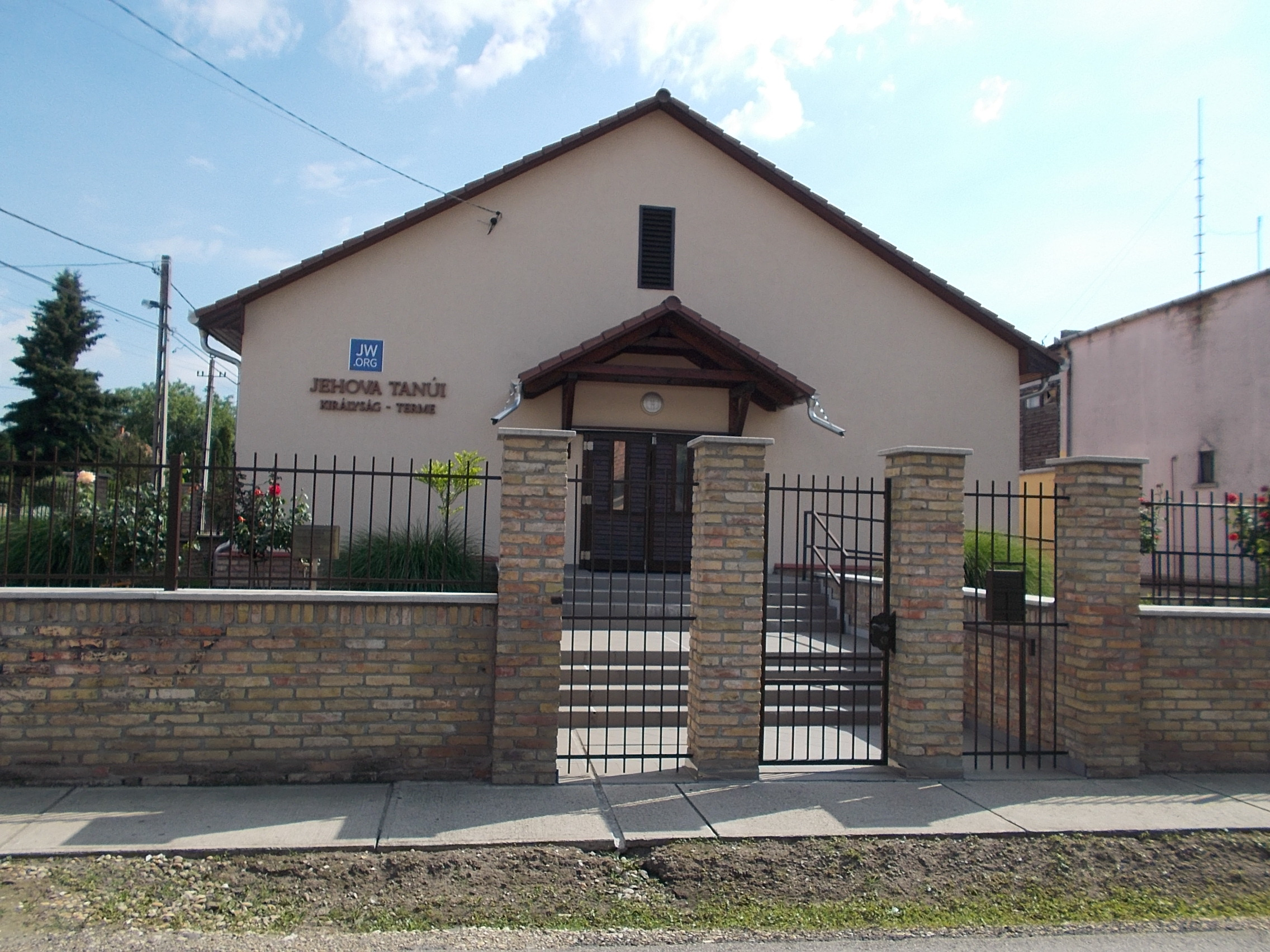
Jehova Tanúi gyömrői királyságterme

Magyarországi Jehova Tanúi Egyház  resztoriánus vallási felekezet, Magyarországon 1989 óta bejegyzett egyház. Az Őrtorony és az Ébredjetek c. vallási folyóirat kiadója, az amerikai Watch Tower Bible and Tract Society of Pennsylvania magyarországi szervezete.

## Története

### 19. század
Eredete 1870-es évekre vezethető vissza az Amerikai Egyesült Államok Allegheny (Pennsylvania) városában alapított Biblia-tanulmányozó csoporthoz. Bibliakutató mozgalom indult, magukat Bibliakutatóknak nevező személyek csoportokat hoztak létre, a csoportok társulatokat és szövetségeket alakítottak ki. Ez az egyház a legnagyobb ilyen szervezetből alakult meg. A tagjai különböző vallásos neveltetésű és nemzetiségű emberekből állt.

### 20. század eleje
Magyarországra saját forrásaik szerint 1890-es évek végén, más források szerint 1906-ban jutottak el. Néhány magyar származású, Amerikában a mozgalomhoz csatlakozott személy hazatérve buzgón kezdte terjeszteni a közösség tanait. Kezdetben írásos formában, majd később prédikációval. Magukat Komoly Bibliakutatóknak nevezték.
1910-ben Charles Taze Russell Bibliai Tanulmányok  című sorozatának első kötete, az Az isteni terv a korszakokban magyarul is megjelent. 1913 óta Az Őrtorony hirdeti Jehova Királyságát című folyóiratot is kiadnak.
Az 1910-es népszámláláson még nem mutatták ki jelenlétüket, de 1918-ban már jelentős kisegyháznak találtattak.
1916-ban a belügyminiszter több kiadványukat is betiltotta, mivel azok a hadviselés érdekeit sértették.
Az első világháború után fellendült az Európába, főként a legyőzött országokba irányuló missziója a Társaságnak. Az 1920-as évek elejének központja, ahonnan a térítés és a sajtótermékek eredtek, Kolozsvár volt. Itt nyomdájuk is volt.
A mozgalom vezető alakja Faluvégi Dénes tanító. Ő tartja Budapesten az első nagyszabású előadássorozatot 1922. szeptember—októberében, a régi Országháza nagytermében, amelyet plakátokkal hirdetnek meg, „Aranykorszak” címen. Tanításaiban több antikapitalista szólam, szocialista frázis is megtalálható. Ezért az 1929-ben megjelent belügyminiszteri rendelet bizalmas kiegészítő függeléke, mely az el nem ismert vallásfelekezetek, „szekták” ellenőrzéséről intézkedett, így jellemezte őket: 
„A Nemzetközi Bibliatanulók Egyesülete, Bibliakutatók Egyesülete, Világító Őrtorony, Bibliai Traktátus Társaság nevek alatt működő szektára, melynek tanai és terjesztett sajtótermékei nemcsak a történelmi egyházak ellen irányulnak, hanem büntetőjogi és államrendészeti szempontból is súlyos kifogás alá esnek, külön figyelmet kell fordítani. E felekezet sajtótermékeinek jelentős része bírói intézkedéssel lefoglaltatott, vagy elkoboztatott, illetőleg azoknak külföldi kiadása kiutasíttatott, amiről a hatóságokat esetenként körrendeletben értesítettem. E szekta terjesztését a hatóságok feltétlenül akadályozzák meg, és sajtótermékeik terjesztői ellen az eljárást indítsák meg ... Tanaik kommunista színezetűek”.
Ezért magyar nyelvű sajtótermékeik főként külföldön — Erdélyben, Prágában vagy az Egyesült Államokban jelennek meg.
A közösség első fellendülése az 1920-as évek első felében volt. A második fellendülés a harmincas évek elején következett be, mely talán a nagy gazdasági válsággal volt kapcsolatban. Ez a fellendülés már inkább népi jellegű. Főként a Tisza mentén és a Nyírségben terjedt a mozgalom erősen.
A mozgalom legjelentősebb elágazásának alapítója Russel egyik svájci követője, F. L. Alexander Freytag (1870-1947) volt, aki 1920-ban megszervezte az „Isten országa egyházát”. Ennek az 1930-as években Magyarországon is működött missziója: Budapesten a VIII. kerület, Aggteleki u. 2/a. alatt tartottak istentiszteleteket. Különös tanításuk az volt, hogy az általános, önzetlen szeretet világtörvényének teljesítése által, valamint bizonyos egészségügyi törvények betartásával az ember eléri megint azt az állapotot, amikor birtokában lesz hatodik érzékének, amit a bűn által elvesztett.
A „Bibliakutatók” ma ismert nevüket (Jehova Tanúi) 1931-ben vették föl.
Jellemző volt velük szemben az olyan társadalmi előítélet, mint amiről például a Népszava 1937-es cikke ír:
A szegedvidéki „Jehova-hívők" egyikét megtámadta lapjában az egyik szegedi újságíró. Nagy címbetűkkel azt írta, hogy »Bibliamagyarázókként kommunisták lázítják a tanya népét«. A megtámadott rágalmazás miatt bepörölte az ujságírót, mert úgy érezte, hogy ő csak Jehova-hívő, azonban távolról sem kommunista. A szegedi törvényszék fölmentette a vádlottat. Fellebbezés folytán fölmentő ítéletet hozott a szegedi tábla is. Ítéletének indokolása szerint a tábla bebizonyítottnak vette, hogy a főmagánvádló Jehova-hívő és társai kommunisták. »Ez alatt – hangzik tovább az indokolás – nyilván nem olyan értelemben vett kommunistákat értett a vádlott, mint az oroszországi kommunisták, hanem a nálunk közkeletű elnevezés alatt álló kommunistákat.«Röviden összefoglalva, a szegedi tábla meghatározása szerint a szegedi szektárius magyar nem olyan kommunista, hanem – amolyan. Mindenesetre azonban kommunista. 
Németországban már 1936-ban elkezdődtek a letartóztatások és 1937-ben ott már az összes Jehova Tanúi internálótáborokban voltak. Az üldözés fő okát tanításaik pacifizmusában, a katonai szolgálat megtagadásában és a „kommunista” gazdasági formákkal való rokonszenvezésben látták.

### II. világháború
Magyarországon mint „a társadalomra nézve veszélyes antimilitarista szektát” 1939. december 13-án tiltották be. Így a működése illegalitásba szorult és fokozott üldözéseknek voltak kitéve. Számos hívőt internáltak és börtönbe vetettek közülük.
A második világháború alatt is üldözték a szektának tartott Jehova Tanúi egyházat. Akik megtagadták a katonai szolgálatot, azokat megverték és bebörtönözték (A Budapesti toloncházban kb. 60 egyháztag volt). A háború után többségüket szabadon engedték, de a KGB zaklatásainak folyamatosan ki voltak téve.

### II. világháború után
1945 tavaszán kiszabadultak a börtönökben és az internáló táborokban fogva tartott hívek, majd 1946-ban megjelent több kiadványuk is. 1948-ig újabb felvirágozás következett be a közösség életében. A korábbi rendeletet hatálytalanították  és így teljesen szabadon hirdethették tanaikat és adhatták ki nyomdatermékeiket.
A mozgalom vezetője ekkor Konrád János lett, központjuk pedig: Bp. XIV. Gvadányi u. 8. volt.
1946 őszén Nyíregyházán országos kongresszust tartottak kb. 600 fő részvételével.
1947 nyarán Budapesten, a Nemzeti Sportcsarnokban ún. Teokratikus kongresszust is tartottak, amelyen kb. 1200 fő vett részt.
1949-ben már előfordult, hogy előre bejelentett összejövetelüket nem engedélyezték, majd az év során több tagot internáltak a hatóságok, 1950-ben pedig 302 főt őrizetbe vettek.

### A kommunizmus ideje
Kb. 1950-től elkezdődött az üldözésük. A korábbi „kommunistákból” hirtelen a „kapitalizmus” támogatói lettek. Révai József politikus a hírhedt szektás beszédében a következőképpen nyilatkozott: 
„Fokoznunk kell a harcot a különböző szektákkal szemben is. Az adventista, jehovista, baptista és az egyéb szekták vezetői a legtöbb esetben az amerikai imperializmus szolgálatában állanak, a szekták nem egyebek, mint imperialista propaganda szervek." 
1952-ben államellenesnek nyilvánították a szervezetet és letartóztatták a közösség vezetőjét, Nemes Eleket, valamint több a szervezetben vezető szerepet betöltő személyt. Hubicsák Zoltán megalakította a titkos Hetes Bizottságot, amely célul tűzte ki az egyház újjászervezését.
1955. április 15-én azonban Hubicsákot is letartóztatták, novemberben a népköztársaság megdöntésére irányuló szervezkedés vádjával 13 év börtönbüntetésre ítélték. Természetesen ekkoriban már nem kommunizmussal vádolták a híveket, hanem államellenességgel. Az egyik letartóztatott vezetőnek a következő vádat kellett aláírnia:
A teokratikus tanfolyamnak voltam vezetője. A tanfolyamon külföldről kapott szempontok szerint agitátorokat képeztem ki. Az általam kiképzett agitátoroknak volt a feladata, hogy propagálják az Amerikából kapott szempontok szerint, hogy a lakosság a Magyar Népköztársaság törvényeinek ne tegyen eleget, így többek között tagadják meg a katonai szolgálatot. Beismerem, hogy külföldi irányítás mellett propagandaanyagot terjesztettünk, amelyeket Amerikából kaptunk. 
A Belügyminisztérium ekkoriban 8 000-re becsülte az egyház híveinek számát.
1956-os forradalom és szabadságharc idején az összes tanú kiszabadult, de a leverés után visszakerültek – annak ellenére, hogy egyikük sem vett részt a harcokban vagy vállalt szerepet a politikában.(Göncz Árpádnak személyes barátai voltak a Tanúk közül: pl: Podlovics Gyula)
1964-től enyhült zaklatásuk; egyes esetekben még a hadseregben is szimpatizánsokra találtak.
A kommunista korszakban gyakran nyugati ügynököknek, szovjetelleneseknek, rendszer- vagy demokráciaelleneseknek nevezték őket. Ebben az időben a feljegyzések szerint az összejöveteleiket – a téli időszakok kivételében – a szabadban, gyakran erdős környezetben tartották.

#### 1980-as évek
Az 1980-as években – más egyházakhoz hasonlóan, – a Jehova Tanúi körülményei is lényegesen javultak. 
1984 őszétől már hivatalos engedélyt kértek az összejöveteleik megtartására, amit néha meg is kaptak. Híveik részére 1986-tól könyveket hozhattak be külföldről.
1985-ben kisebb csoportokban szabadtéren, magánházakban átvehették az évenként megrendezésre kerülő nagyobb hitmélyítő rendezvényeik (kongresszus) anyagát. Az ÁEH előzetes engedélyével 1987-ben megtarthatták első kongresszusi rendezvényeiket.

### A rendszerváltás után
1989. június 27-én törvényesen is elismert egyház lettek, de a sajtó és a társadalom részéről időnként ezután is megkapták a társadalomra való veszélyes, nemzetellenes, a családellenes vagy épp a fanatikus szekta minősítéseket.
A közösség ugyanakkor gyors növekedésnek és virágzásnak indult.
1989 nyarán a nemzetközi kongresszusukon mintegy 9000 fő, két évvel később, az 1991-es nemzetközi kongresszusukon már több mint 40 ezer fő vett részt. 
A magyar ún. „hírnökök” átlaga az 1990-es 10 ezerről 2000-re mintegy 20 ezer főre duplázódott.

### 2000-es évek
A 2000-es években a magyarországi létszámnövekedésük már nagyon visszafogott volt és a számuk 2011-ben tetőzött kb. 22 740 ún. hírnökkel. A következő években a hírnökök száma már stagnálást, illetve visszaesést mutatott. A szimpatizánsok száma és a Krisztus halálának évfordulója eseményen résztvevők száma viszont a 2010-es években több tízezres nagyságú.
A politikában a korábbi, kommunista évtizedekhez hasonló hangvételű szektaellenesség a radikális jobboldalon volt jellemző, különösen a Jobbik megnyilatkozásaiban.
Újabb változás akkor következett, amikor 2010-től Orbán Viktor ismét kormányra kerülve új politikai rendszer kiépítésébe fogott. Vallásilag a nagy „történelmi” egyházak  érdekeit helyezték  előtérbe. A 2011. évi törvény az országgyűlést hatalmazta fel az egyházzá nyilvánításra, és csak tizennégy felekezetnek adta meg ezt a pozíciót, a maradék felekezetek számára a vallási egyesületként való működés alternatíváját hagyta. Így a Jehova Tanúi sem kerültek be az „elit” tizennégyes körbe.

## Jellemzők
Vallási tevékenységeiket gyülekezetekben élik meg, istentiszteleteiket a Királyság-termekben végzik; úgy hiszik, hogy mindannyian egy szellemi család tagjai. Nincs papi osztály, de vannak a szervezést önkéntes munkában végző ún. véneik, kisegítő szolgáik. Az aktív tagok minden hónapban eltöltenek bizonyos időt az „Isten Királysága” jó hírének prédikálásával. A Vezető Testület irányítja őket, melynek tagjait a testület maga választja, ahogyan a véneket és egyéb szolgákat is. Csak hosszú évi tagság, intenzív tevékenység és előírt magatartási formákat felmutató férfiak tölthetnek be ilyen pozíciókat; nem maguk jelentkeznek, a vének testülete ajánlja őket.
Tiszteletben tartják a világi törvényeket és ezeket kötelesek betartani (Márk 12:17), nem gyakorolnak választójogot, híveik lelkiismereti okokból megtagadják a katonai szolgálatot és az eskütételt.
Magyarországon a közösség átlaglétszáma 2013-ban 23.017 fő volt. A velük szimpatizálókkal együtt számuk Magyarországon maximum 40.000-re tehető.
1989-ben újra bejegyzett egyház lettek. 1992 óta kiadványaik teljesen ingyenesek. 2003-ban nemzetközi kongresszust tartottak, ahol a brooklyni vezetőség képviselői is megjelentek. 
AZ 1997. évi CLIV. törvény az egészségügyről szóló lehetővé tette számukra, hogy visszautasítsanak olyan orvosi kezelési eljárásokat, melyeket hitük elvet.

## Magyar nyelven megjelent kiadványaik
- Az Őrtorony hirdeti Jehova Királyságát
- Ébredjetek!
- A családi boldogság titka
- Az én könyvem bibliai történetekről
- Bibliai történetek gyerekeknek
- A Szentírás új világ fordítása
- Segítség a Biblia megértéséhez
- Mit kíván meg tőlünk Isten? (már nincs használatban)
- Mit tanít valójában a Biblia?
- Mit tudhatunk meg a Bibliából?
- Isten Királysága uralkodik!
- Jézus az út, az igazság és az élet
- Tanulmányozd a Szentírást éleslátással!
- Végre helyreáll Jehova tiszta imádata!

## Vallástörténeti kiadványok, tanulmányok a Jehova Tanúiról
- Fazekas Csaba – Jakab Attila – Petrás Éva – Szita Szabolcs (szerk.): A magyarországi Jehova Tanúi Egyház története. A kezdetektől napjainkig Bp.: Gondolat, 2017. ISBN 978 963 693 750 8
- Mesterházy Ágnes: Szocializációs konfliktusok az iskolában : a Jehova tanúi egyház példáján keresztül

### Kritikák
- Mindenkinek Jehova Tanúiról (jelenleg a legaktívabb)
- JTinfo
- EXJT - Barna Zoltán oldala
- Bibliakutatók Baráti Köre Archiválva 2011. október 1-i dátummal a Wayback Machine-ben
- Jehova Tanúi - Hogyan nyithatjuk fel a szemüket?
- e-Watchman
- Zsotza blogja
- Apológia Kutatóközpont - Jehova Tanúi
- ŐrtoronyŐrök
- Jehova Tanúi tévtanításai - Index fórum
- Hagrid blogja
- Biblia examiner
- Szabad Jehova Tanúi
- Őrtorony-figyelő
- Karalabe4 blogja
- Kritikus levelezőlista
- Elítélő ENSZ nyilatkozat
- Reformátusok panasza Jehova Tanúira
- Ittas Paraszti Ész - JT kritikus YouTube csatorna